# 刘大水库
刘大水库，位于中华人民共和国辽宁省大连市普兰店区北部，是大沙河干流上游上一座大（2）型水库。水库工程于1970年8月开始兴建，1971年9月竣工蓄水。总库容1.89亿立方米。大坝为黏土心墙土坝，坝高28.08米，坝长380米，坝址以上集水面积278.3平方千米。水库坝后式电站设计年发电量100万千瓦，灌溉刘大灌区0.45万公顷耕地。水库的建成，减轻了洪水对下游地区的威胁，还承担普兰店区河瓦房店市的供水任务，同时也是大连市的备用水源地。